# Покровский сельский совет (Решетиловский район)
Покровский сельский совет (укр. Жовтнева сільська рада) — входит в состав
Решетиловского района
Полтавской области
Украины.
Административный центр сельского совета находится в 
пос. Покровское.

## Населённые пункты совета
- пос. Покровское
- с. Бабичи
- с. Голубы
- с. Кривки
- с. Писаренки
- с. Тутаки
- с. Шкурупии